# Pallister-Killian-Syndrom
Das Pallister-Killian-Syndrom, gelegentlich auch Teschler-Nicola-Syndrom oder nach seiner genetischen Ursache auch Tetrasomie 12p Mosaik genannt, ist benannt nach den Ärzten, die es zuerst beschrieben haben. Das Syndrom zählt mit über 150 weltweit beschriebenen Fallbeispielen zu den seltenen Krankheiten.

## Geschichte
1977 äußerte der amerikanische Kinderarzt und Humangenetiker Philip D. Pallister erstmals den Verdacht auf dieses Syndrom bei zwei Erwachsenen. Unabhängig davon machten der österreichische Arzt Wolfgang Killian und die Humanbiologin Maria Teschler-Nicola 1981 die gleichen Beobachtungen an insgesamt vier Menschen.

## Genetik
Menschen mit einem Tetrasomie-12p-Mosaik haben in einem Teil ihrer Körperzellen den kurzen Arm (p) von Chromosom 12 vierfach (tetrasom) statt wie üblich zweifach (disom). Diese zwei zusätzlichen Chromosomenarme sind zu einem kleinen 47. Chromosom fusioniert, einem sogenannten Isochromosom.
- Das Isochromosom 12p entsteht während der Keimzellenreifung bei einem Elternteil durch Nichtauseinanderweichen (Nondisjunktion) von zwei Chromosomen 12 und Zentromerfehlteilung (Querteilung) bei einem dieser beiden Chromosomen, dessen langer Arm verloren geht.
- Das Mosaik entsteht nach der Befruchtung durch Verlust des Isochromosoms in einem frühen Stadium der Zellteilungen während der ersten Schwangerschaftstage.
Solche Chromosomenveränderungen kommen nicht selten vor, betroffene Kinder kommen allerdings meist nicht lebend zur Welt.

## Häufigkeit
Die genaue Häufigkeit des Pallister-Killian-Syndroms ist nicht bekannt. Es tritt sporadisch auf. Das heißt, die Wahrscheinlichkeit für ein Wiederauftreten bei weiteren Schwangerschaften innerhalb einer Familie ist nicht erhöht. Man spricht von einer „Neumutation“. Im Jahr 2010 sind in Deutschland und den umliegenden Ländern 38 Kinder mit Pallister-Killian-Syndrom zwischen 0 und 22 Jahren bekannt. Es wird angenommen, dass es darüber hinaus weitere betroffene Kinder, Jugendliche oder Erwachsene gibt.

## Schwangerschaft
Die Schwangerschaft verläuft im Allgemeinen unauffällig. Die Kinder werden meist zum Termin geboren und haben übliche Geburtsmaße. Die Auswirkungen der Tetrasomie 12p sind jedoch gravierend: Die Kinder fallen von Anfang an durch ihr ungewöhnliches Aussehen auf. Zur Diagnose führen manchmal auch ihre Pigmentveränderungen (s. u.).
Häufig liegen Organfehlbildungen vor oder bestimmte Organfunktionen sind eingeschränkt. Die motorische Entwicklung verläuft sehr langsam. Über die kognitiven Potenziale ist wenig bekannt. Die meisten Kinder gelten als schwer kognitiv behindert. Tatsächlich werden den Betroffenen aber in neuester Zeit mit moderner Technik wie z. B. augengesteuerten PCs neue Kommunikationswege erschlossen.

## Symptomatik
Die häufigsten Symptome des Pallister-Killian-Syndroms sind:
- muskuläre Hypotonie (sehr schlaffer Muskeltonus durch Hirnfehlfunktion), als Folge davon stark verzögerte Aufrichtungsfunktionen
- langes Gesicht mit vorgewölbter Stirn, nach oben außen hin geschrägte (lateral-kranial ansteigende) Lidachsen, breiter Nasenwurzel und auffälliger Mundregion
- hoher Gaumen
- schütteres Haar, insbesondere im Schläfenbereich
- ungleiche Pigmentverteilung am Rumpf, an Armen oder Beinen; die Haut sieht fleckig aus, besonders im Sommer
- schwere Sprachentwicklungsverzögerung bis hin zum Ausbleiben der Lautsprache; das Sprachverständnis der Kinder ist jedoch – sofern ihr Hörvermögen unauffällig ist – wahrscheinlich nicht eingeschränkt.
Darüber hinaus können vorkommen:
- überzählige Finger oder Zehen
- epileptische Anfälle; sie treten oft erstmals in der Kleinkindzeit auf und sind teilweise schwer einstellbar
- Innenohr-Schwerhörigkeit
- Sehstörung
- Herzfehler
- Zahnfehlstellungen
- Zwerchfellbruch
- Fehlbildungen und Tumore an den Nieren
- Fehlbildungen der Genitalien
  - bei Jungen: Hodenhochstand, kleiner Hodensack
  - bei Mädchen: verkümmerte große Schamlippen, unpaarige Genitalien, Fehlanlagen von Scheide oder Gebärmutter
- Fehlen des 12. Rippenpaars.

Aufgrund ihrer schwachen Muskulatur verkrümmt sich bei vielen Kindern die Wirbelsäule im Laufe ihres Wachstums (Skoliose). Dies kann so stark ausgeprägt sein, dass eine operative Geradstellung nötig wird. Seltener findet man eine Verschmelzung der Halswirbel (Blockwirbel).
Kinder mit Pallister-Killian-Syndrom sind anfällig für Infektionen. Sie haben häufig Probleme mit der Nahrungsaufnahme; einige lernen nicht kauen und beißen. Aufgrund ihrer motorischen Einschränkungen können sie nur wenig Eigeninitiative zeigen und ohne Unterstützung wenig tun. Ihr Interesse an der Umwelt erscheint gering, das geht jedoch nicht mit sozialer Auffälligkeit einher. Sie benötigen lebenslang intensive körperliche Hilfe und Pflege. Ebenso wichtig sind für sie geistige Anregungen, damit sie in ihrer sozialen Umgebung nicht verarmen, vereinsamen und Stereotypien entwickeln.
Viele ältere Menschen mit Pallister-Killian-Syndrom sind klein für ihr Alter (Minderwuchs). Die Lebenserwartung hängt von ihren Organanlagen ab. Es gibt Berichte von Erwachsenen, die über 40 Jahre alt sind. Es scheint, als ob Jungen mit dem Pallister-Killian-Syndrom bessere motorische Entwicklungsmöglichkeiten haben als Mädchen.

## Prognose
Da es sich beim Pallister-Killian-Syndrom um ein Chromosomen-Mosaik handelt, das überzählige Isochromosom 12p also nicht in allen Körperzellen vorhanden ist, lassen sich nach der Chromosomendiagnostik keine exakten Aussagen über die verfügbaren Entwicklungspotenziale machen. Es wird ein direkter Zusammenhang zwischen dem Anteil der Zellen mit Tetrasomie 12p im kindlichen Organismus und dem Schweregrad des Syndroms vermutet. Die Untersuchung einzelner Gewebe erlaubt jedoch keinen Rückschluss auf die Verteilung der beiden Zelllinien im ganzen Körper.

## Diagnostik
Die Diagnostik des Pallister-Killian-Syndroms kann schwierig sein. Routinemäßig durchgeführte Chromosomenanalysen aus Blutzellen zeigen in der Regel einen unauffälligen Chromosomensatz. Die tetrasome Zelllinie wird meistens in kultivierten Hautzellen nachgewiesen. Hierfür muss den Kindern etwas Haut entnommen werden (Hautbiopsie). Inzwischen ist auch eine Diagnostik mit fluoreszenzmarkierten Sonden an Mundschleimhautzellen möglich.
Bei der pränatalen Chromosomendiagnostik lässt sich ein vorhandenes Tetrasomie 12p Mosaik nicht immer nachweisen. Die vorgeburtliche Diagnose eines Pallister-Killian-Syndroms hängt davon ab, ob sich tetrasome Zellen in der untersuchten Gewebeprobe befinden oder nicht. So kann auch nach einem unauffälligen Ergebnis der Chromosomenuntersuchung an Fruchtwasserzellen (Amniozentese) ein Kind mit Pallister-Killian-Syndrom geboren werden.

## Differential-Diagnose
Abzugrenzen ist das Fryns-Syndrom.